# Христина Тирська
Христина Тирська або Христина Больсенська (ІІІ століття, Больсена — близько 200, Больсена) — християнська свята, мучениця. 

## Життєпис
Христина була дочкою благочестивого язичника, мешканця Тіру. Батько готував її до посвячення в поганські жриці, влаштував у своєму будинку невеликий храм, ізолював від світу, щоб зберегти її чистоту. 
У цій ізоляції Христина, розмірковуючи про релігію, звертаючись з молитвою до ідолів, пережила осяяння, відкривши віру в Єдиного Бога-Творця. Одинадцятирічна дівчинка пройшла шлях, на який іншим народам знадобилися тисячоліття: душа людська пространнее народною. Більше того, майже відразу ж до неї прийшла і віра в Ісуса Христа, Сина Божого переказ говорить, що через ангела.
Дівчина розламала золоті та срібні статуетки божеств і продала, а виручені гроші роздала убогим. Коли мати стала просити її вести себе по-людськи, Христина заявила, що відтепер стає тільки чадом Божим. Її кинули у вогонь, але полум'я звернулося проти зібралася на місці страти натовпу і обпекло сотні людей. Її кинули в море, і тут сам Христос з'явився і хрестив її «в ім'я Бога мого Отця, Мене, Його Сина, і Духа Святого». 
Нарешті, Христину застрелили з лука. 
У католицькій традиції — Христина була дочкою знатного римського роду Аніка, а стратили її, втопивши в Больсенському озері під Римом.

## Канонізація
Християнська Свята. У Християнстві шанована як Мучениця. День пам'яті - 24 липня.

## Патрон
- Португалія: 
  - муніципалітети: Кондейша-а-Нова
  - парафії: Мансореш